# 和泉チエン
和泉チエン (いずみチエン)は、日本の金属製品製造企業。本社を大阪府阪南市に置く。各種のローラーチェーンの製作を主な業務としている。

## 概要
1916年（大正5年）創業。日本チエーン工業会所属。阪南市商工会、「阪南ブランド十四匠」事業に参画。
製造されたチェーンは自転車用としてのものはシマノ、パナソニックサイクルテック、ブリヂストンサイクルなどに納入されており、機械用のものについても、国内では椿本チエイン、小松製作所、スズキ、川崎重工など（OEM提供含む) 、その他海外にも納入されている。
中古自動車用として発動機のタイミングチェーンなども手がけており、これは欧州や中南米市場にも投入されている。日本国内でしか良い製品は作れないとして、生産拠点は阪南市の本社工場のみとしている。また、従業員数も200人を超えないようにし、営業マンも少なくするという経営方針である。

## 沿革
公式サイトの沿革ページによる。
- 1916年3月 - 関西唯一の自転車用チェーンの専門製作所として発足。順次各種ローラーチェーンの製造開始。
- 1934年7月 - 和泉チエン株式会社に改組。
- 1950年5月 - 東京営業所開設。
- 1954年11月 - 自転車用チェーンのJIS表示許可工場となる。
- 1956年
  - 4月 - 通産省から企業合理化モデル工場の指定を受ける。
  - 5月 - 伝動用ローラチェーンのJIS表示許可工場となる。
- 1964年7月 - 新本社社屋・新工場完成。
- 1965年
  - 6月 - 通商産業大臣の輸出貢献企業の認定を受ける（以後、毎年認定）。
  - 12月 - 資本金1億2500万円に増資。
- 1969年9月 - 専用組立機、連続熱処理炉など生産設備を増設、拡充。
- 1971年
  - 7月 - 株式会社椿本チエインと業務提携。
  - 12月 - 資本金2億円に増資。
- 1973年4月 - 椿本チエインとの共同出資により、ツバキイズミ販売株式会社（現・椿本マシナリー）を設立。
- 1974年3月 - 資本金2億8000万円に増資
- 1976年11月 - 株式会社シマノと共同開発した変速機用新型自転車用チェーン生産開始。
- 1984年
  - 6月 - チェーンの自動組立機を導入。生産増強をはかる。
  - 10月 - 順送金型と専用プレス機を導入。生産増強をはかる。
- 1985年10月 - シマノ向ナローチェーン（バーリングチェーン）の生産開始。
- 1988年3月 - 大阪府企業局の阪南丘陵開発事業（関西新空港建設用土砂採取事業）に協力。
- 1990年4月 - 大型連続熱処理炉を導入。生産の拡大をはかる。
- 1995年4月 - シマノ向スーパーナローチェーンの生産開始。
- 1998年6月 - 熱処理炉用LPガスを都市ガスへ切替実施。
- 1999年6月 - チェーン組立ラインへのロボット導入を開始。
- 2003年7月 - シマノ向新型スーパーナローチェーンの生産開始。
- 2005年3月 - 新型スーパーナローチェーン用高速自動精密プレスを拡充。
- 2007年
  - 4月 - 椿本チエイン向け、RoHS指令に対応した耐環境チェーンの生産開始。
  - 10月 - 生産増をはかるため、高速自動精密プレスを拡充。
- 2008年4月 - シマノ向け、新型高級スーパーナローチェーンの生産開始。
- 2009年
  - 1月 - 椿本チエイン向け、小物チェーン（小型サイズ）の生産開始。
  - 2月 - 椿本チエイン向け、摩耗寿命および伝動能力を向上させたソリッドブッシュチェーンの生産開始。
- 2010年
  - 3月 - ISO 9001:2008 認証取得。アルティメート精密成形機導入。
  - 5月 - シマノ向け、新型高級スーパーナローチェーン（新シリーズ）生産開始。
- 2011年11月 - 椿本チエイン向け、新型モーターサイクルチェーン生産開始。
- 2012年5月 - シマノ向け、新型高級スーパーナローチェーン（新シリーズ）生産開始。
- 2016年
  - 1月 - 椿本チエイン向け、摩耗寿命を向上させた新グリースチェーンの生産開始。
  - 11月 - 泉佐野税務署より優良申告法人の表彰をうける。

## 所在地
- 本社・工場 （大阪府阪南市）
- 大阪営業所 （大阪府阪南市）
- 東京営業所 （埼玉県越谷市）